# ثيودور دبليو. باركر
ثيودور دبليو. باركر (بالإنجليزية: Theodore W. Parker)‏ هو عسكري أمريكي، ولد في 31 يناير 1909 في منيابولس في الولايات المتحدة، وتوفي في 27 مايو 1994 في توسان في الولايات المتحدة.

## روابط خارجية
- ثيودور دبليو. باركر على موقع مونزينجر (الألمانية)